# Regione mineraria Erzgebirge/Krušnohoří
La regione mineraria Erzgebirge/Krušnohoří (in tedesco Montanregion Erzgebirge) è un esempio di  patrimonio industriale, vecchio di oltre 800 anni, nella regione di confine tra lo stato tedesco della Sassonia e la Boemia settentrionale nella Repubblica Ceca. È caratterizzato da una pletora di monumenti storici legati all'industria mineraria della regione. Il 6 luglio 2019 la regione mineraria di Erzgebirge/Krušnohoří è stata iscritta come sito patrimonio dell'umanità dell'UNESCO, grazie alla sua eccezionale testimonianza del progresso della tecnologia mineraria negli ultimi 800 anni.

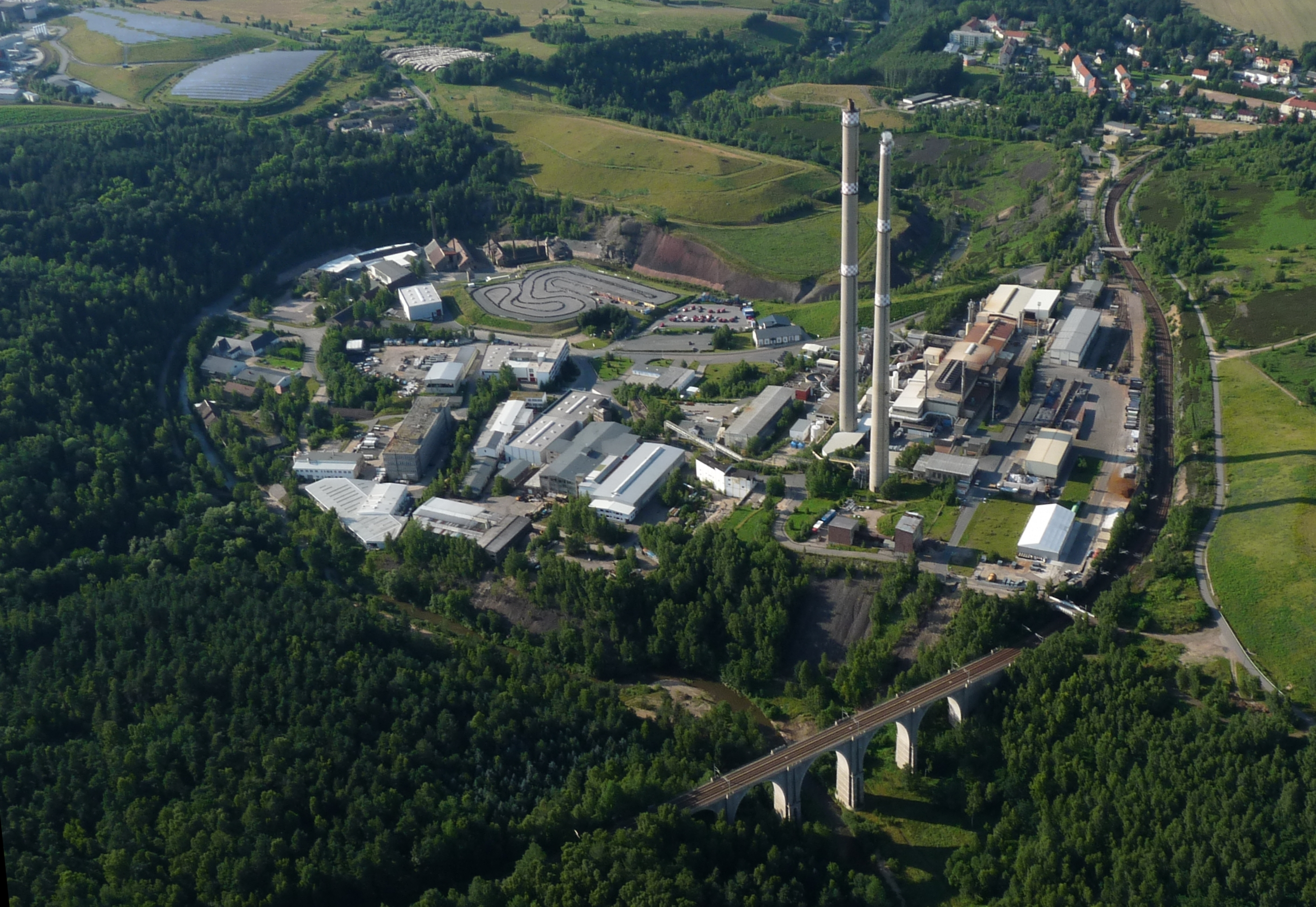
Complesso di Muldenhütten

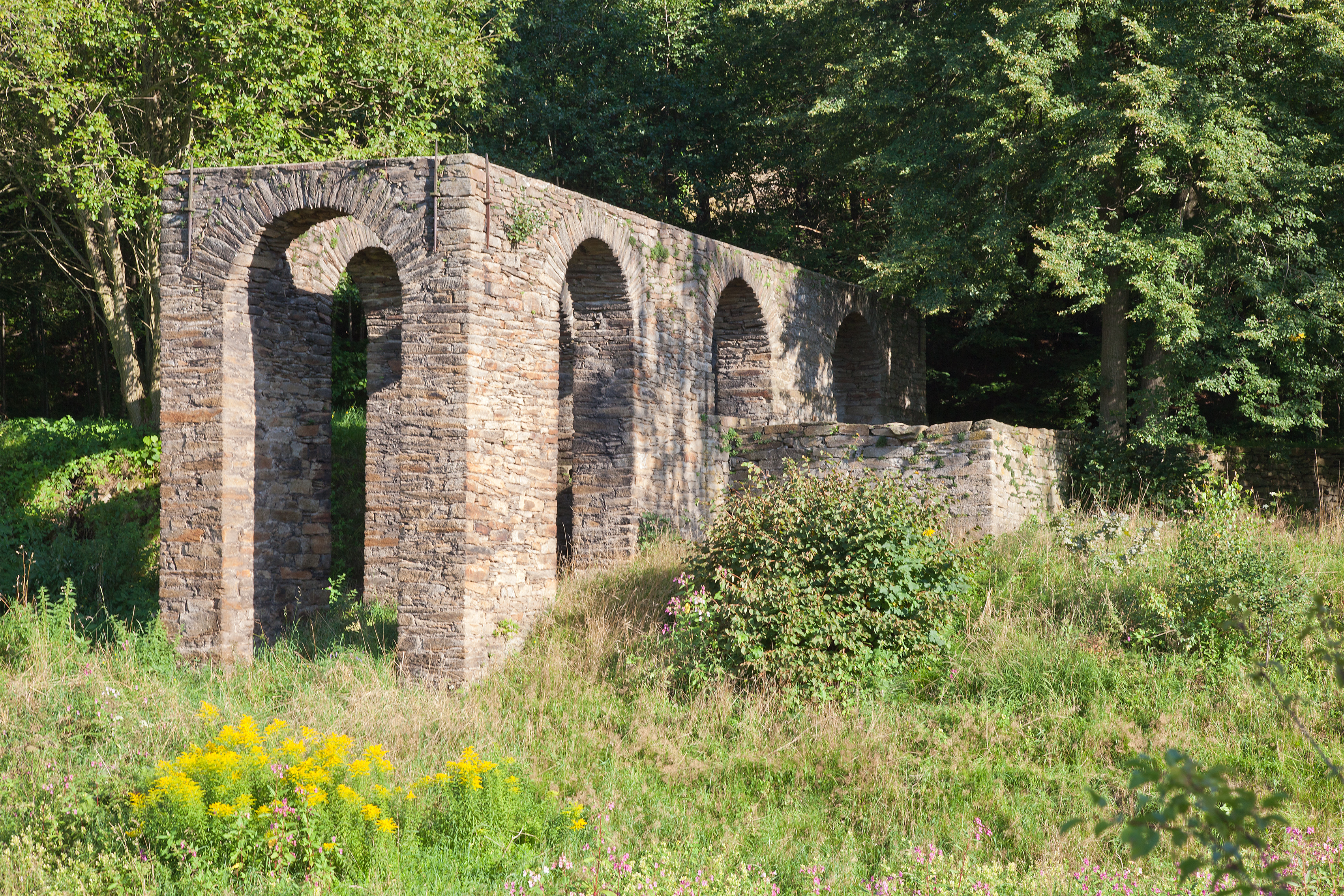
Rimessa per chiatte nel Canale del minerale

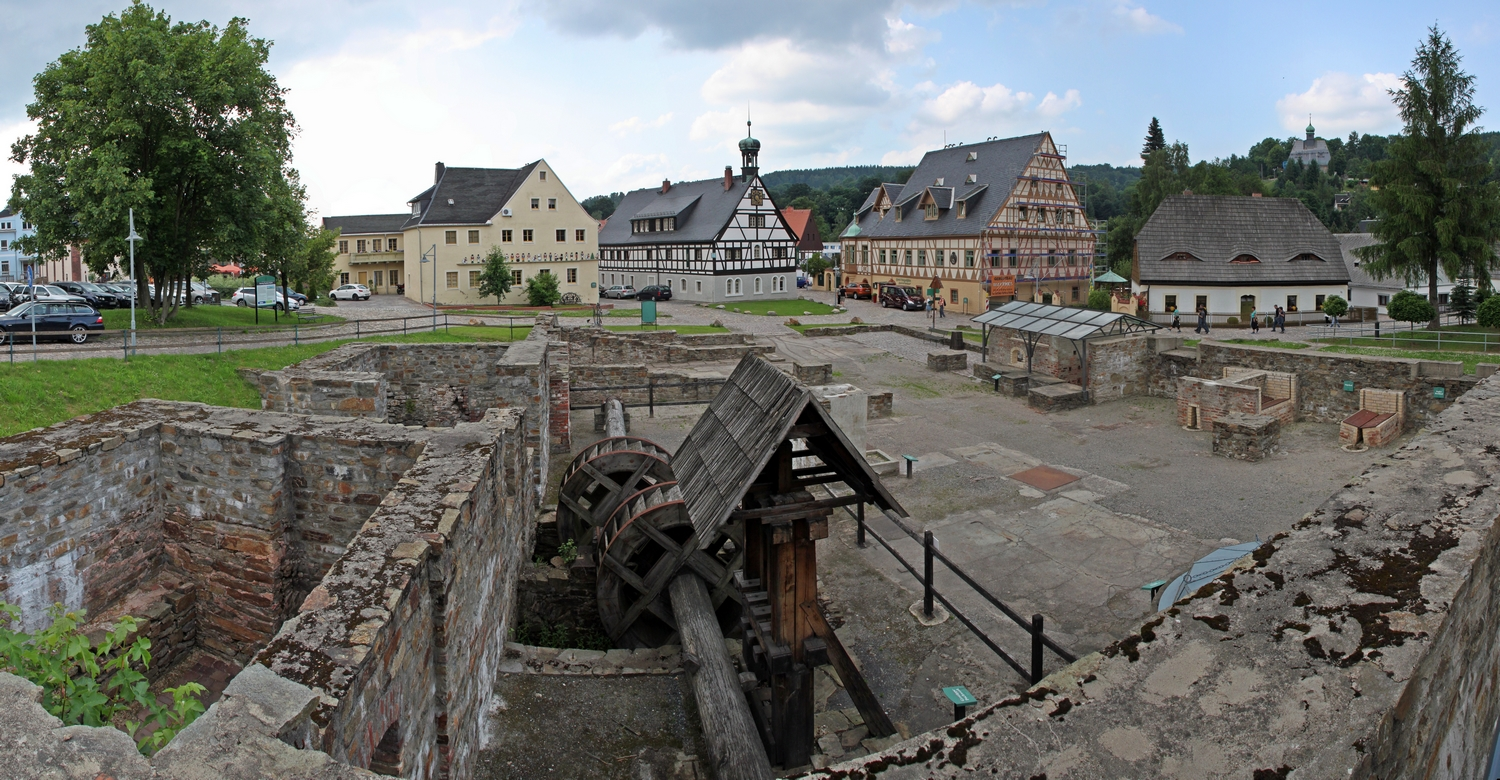
Complesso Saigerhütten

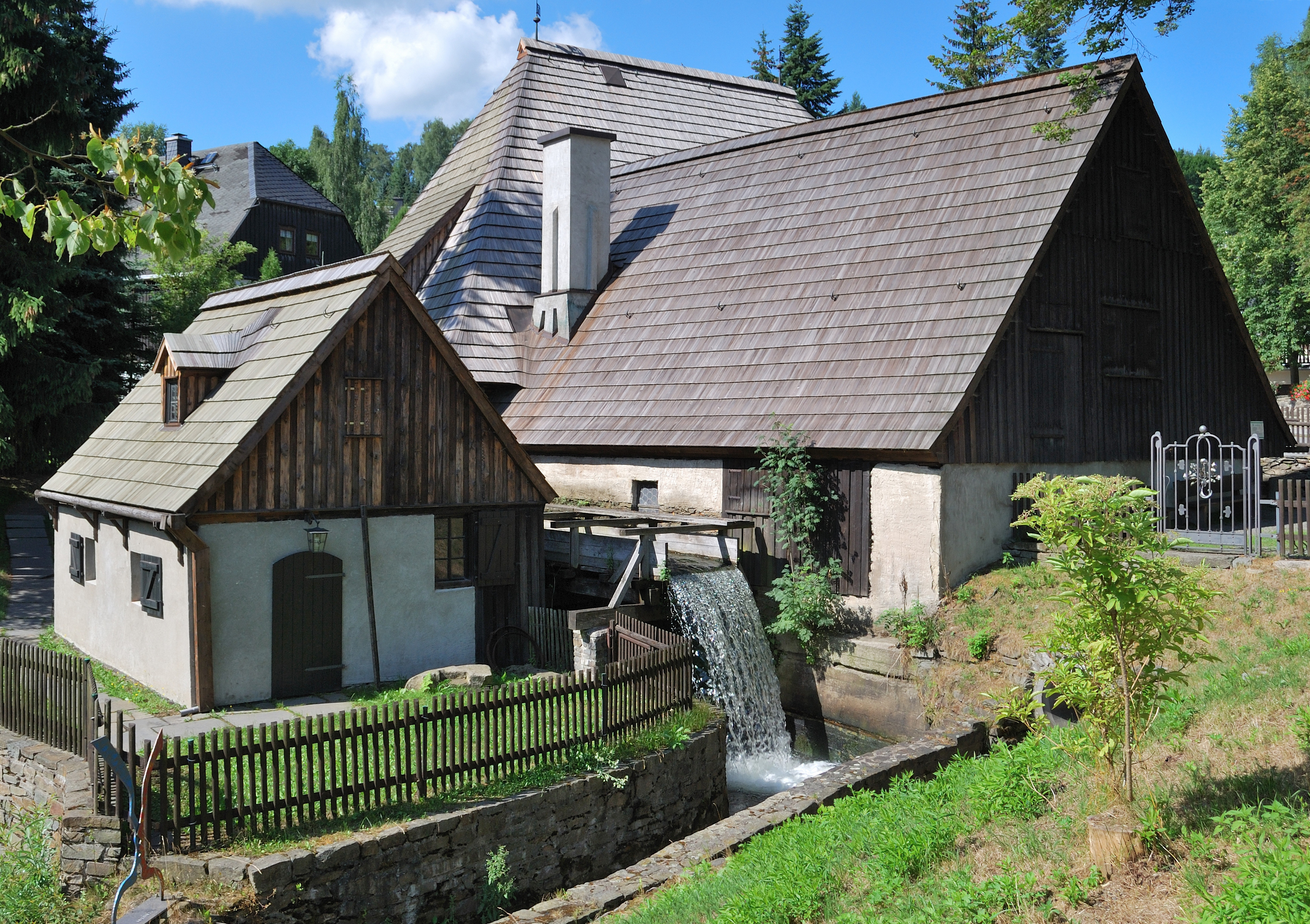
Mulino a martelli

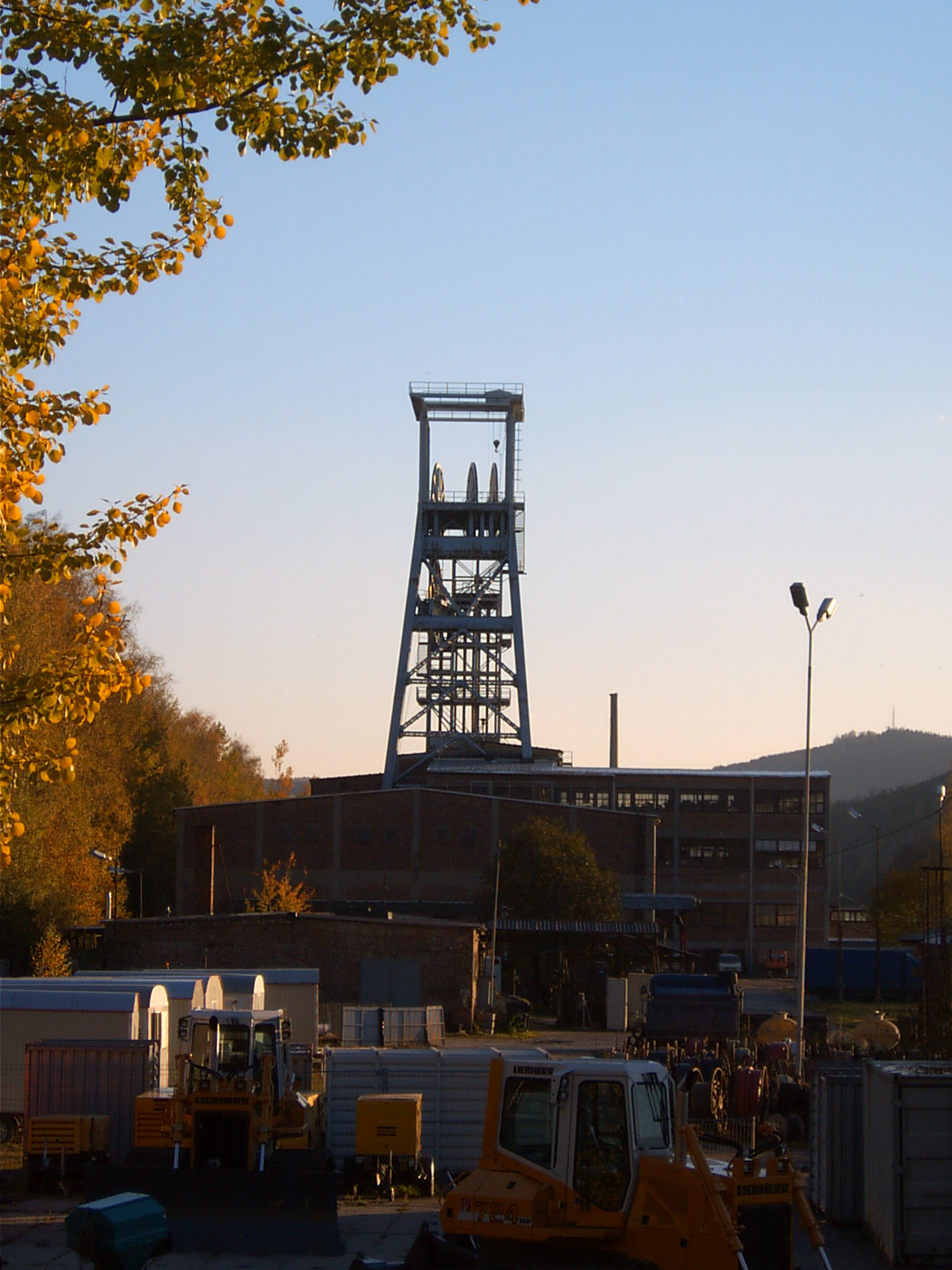
Torre del pozzo 371 nell'autunno 2004

## Descrizione
La regione mineraria Erzgebirge/Krušnohoří è lunga circa 95 chilometri e larga 45, al confine tra Germania e Repubblica Ceca, e contiene una grande densità di siti minerari storici e monumenti.  Il sito del patrimonio mondiale comprende 22 di questi complessi industriali (17 in Germania e 5 in Cechia). A causa dell'intensità e della natura continua dell'attività estrattiva nella regione, l'intero paesaggio è fortemente influenzato dall'attività mineraria, dai trasporti, all'approvvigionamento idrico, alla pianificazione urbana. La regione comprende molti esempi, ben conservati, di miniere abbandonate, comprese le miniere stesse, i pozzi minerari, le fonderie e i mulini a martelli.

## Storia
Dalla prima scoperta dell'argento, nel 1168 a Christiansdorf in territorio dell'attuale Freiberg, che è parte del campo minerario di Freiberg, l'estrazione mineraria è stata portata avanti ininterrottamente fino al 1990. Durante questo periodo sono stati estratti diversi differenti metalli. L'argento è stato il primo metallo estratto nella regione (particolarmente attorno a Freiberg), e la regione è stata la prima a livello mondiale per l'estrazione di questo metallo nel periodo tra il XIV e il XVI secolo. Nella zona boema dei monti metalliferi, Krupka divenne la città a crescita più rapida, per le sue miniere di, stagno, e poi ferro, piombo, rame e mercurio.  Dopo che i depositi superficiali di argento e stagno iniziarono a declinare, nel XVI secolo, la regione divenne famosa come produttrice mondiale di cobalto, uno status che mantenne fino alla metà del XVIII secolo. Successivamente vennero estratti antracite e uranio, nel XIX e XX secolo, che divennero motori per lo sviluppo economico della Sassonia. Oggi sono in corso ricerche per lo sfruttamento commerciale di miniere di indio, tungsteno, stagno e litio.